# Idisz Buch
Idisz Buch (jid. ‏ייִדיש בוך‎, Jidisz Buch) – wydawnictwo literatury żydowskiej w języku jidysz z siedzibą w Warszawie, działające w latach 1947–1968. Wskutek upaństwowienia kultury i organizacji żydowskich w roku 1950, Idisz Buch stało się jedynym wydawnictwem książkowym mniejszości żydowskiej w Polsce. W okresie swojej działalności Idisz Buch wydał ok. 350 książek. Publikując ok. 30 książek rocznie we wczesnych latach pięćdziesiątych, Idisz Buch należał do ścisłej czołówki wydawnictw jidyszowych na świecie. 
Podejmowano tematykę Zagłady, zwłaszcza w pierwszych latach powojennych. Wydane zostały kroniki Archiwum Ringelbluma. Publikowano dzieła zarówno klasyków literatury jidysz (m.in. Mendele Mojcher Sforim, Szolem Alejchem, Icchok Lejb Perec), jak i pisarzy współczesnych (Chaim Grade, Szalom Asz, Dawid Bergelson, Kalman Segal). Ukazywały się utwory poetyckie (np. Hadasa Rubin, Binem Heller, Eliasz Rajzman, Rejzl Żychlińska). Wydawano również dzieła poświęcone historii żydowskiej (w tym opracowania historyków ŻiH), prace krytyczno-literackie (np. Dawida Sfarda i Efraima Kaganowskiego) oraz z historii sztuki (m.in. opracowania Józefa Sandla). Ukazywały się przekłady na jidysz (w tym z literatury polskiej, np. Aleksandra Fredry, Adama Mickiewicza, Juliana Stryjkowskiego). Jako wydawnictwo państwowe Idisz Buch publikowało także książki związane z ideologią komunistyczną. Wychodziła ponadto literatura dziecięca (np. Julian Tuwim, baśnie Lejba Olickiego) i młodzieżowa oraz albumy artystów żydowskich.
W 1967 roku prenumeratorzy Idisz Buch żyli w 24 krajach. W wyniku antysemickiej nagonki podczas wydarzeń Marca 1968 członkowie redakcji wyemigrowali z Polski, a wydawnictwo Idisz Buch zostało zamknięte przez władze państwowe.